# Трапиште
Тра́пиште (болг. Трапище) — село в Разградській області Болгарії. Входить до складу общини Лозниця.

## Населення
За даними перепису населення 2011 року у селі проживали 585 осіб.
Національний склад населення села:
| Національність   | Кількість осіб | Відсоток |
| ---------------- | -------------- | -------- |
| турки            | 266            | 59,2 %   |
| болгари          | 139            | 31,0 %   |
| цигани           | 32             | 7,1 %    |
| Всього відповіли | 449            |          |

Розподіл населення за віком у 2011 році:
Динаміка населення: